# 알렉스 크랄
알렉스 크랄(체코어: Alex Král, 1998년 5월 19일 ~ )은 체코의 축구 선수로, 현재 러시아 프리미어리그의 FC 스파르타크 모스크바에서 독일 분데스리가의 클럽인 우니온 베를린으로 임대되어 활약하고 있다. 포지션은 수비형 미드필더이다.